# Kloster Rüegsau

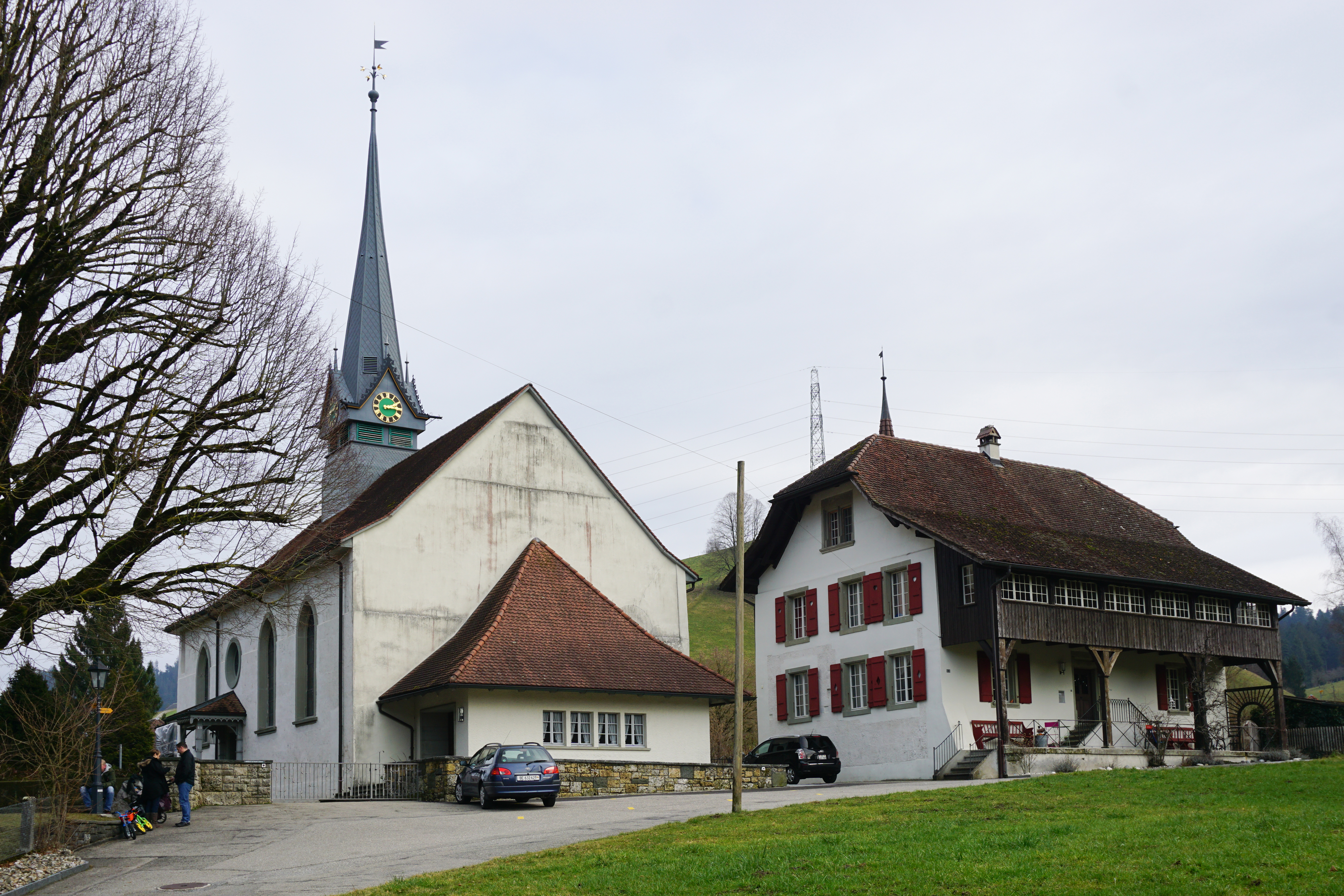
Kirche Rüegsau und Pfarrhaus von Westen

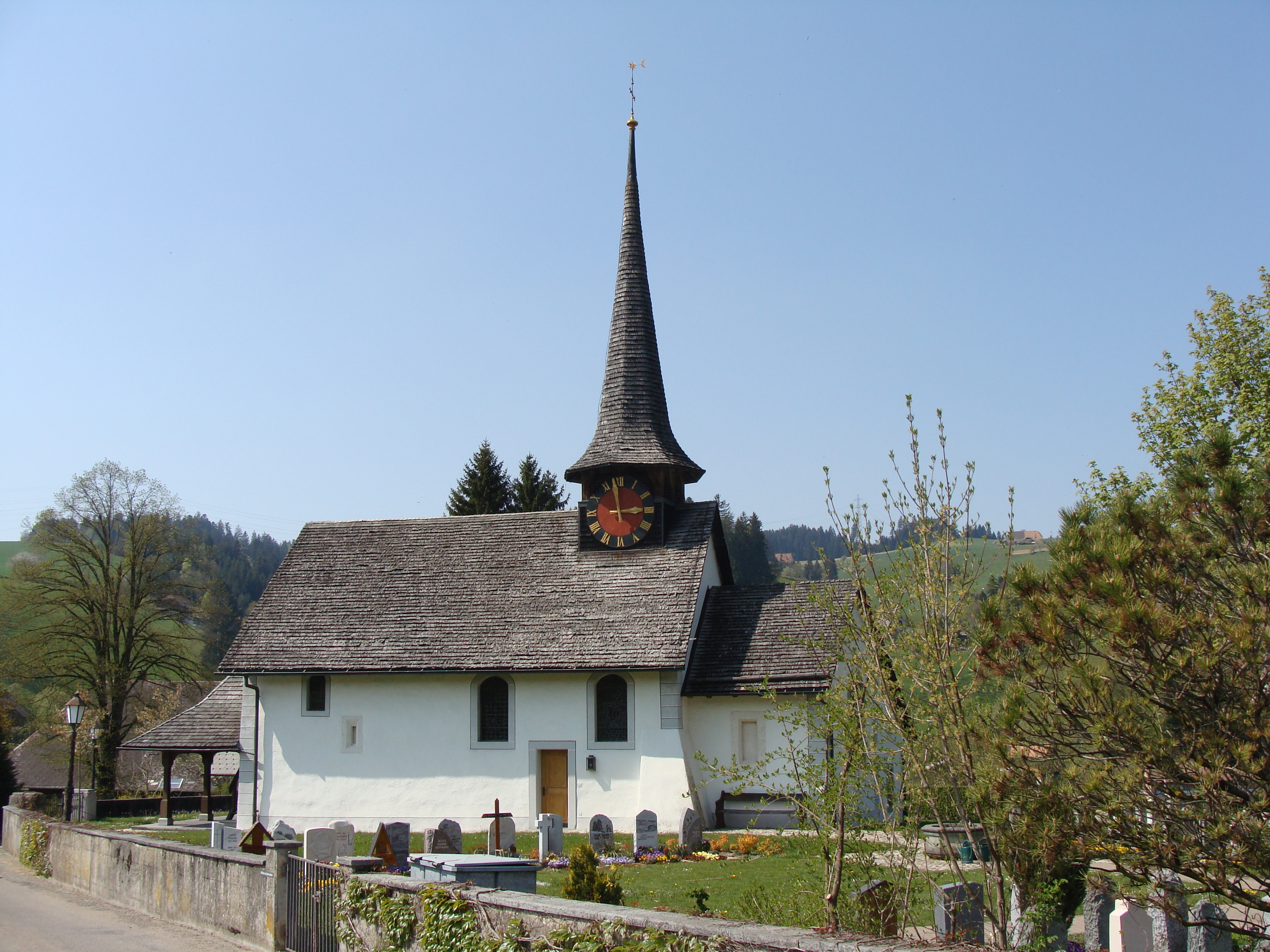
Die reformierte Kirche Rüegsbach (Kapelle St. Blasius)

Das Kloster Rüegsau ist ein ehemaliges Benediktinerinnenkloster in Rüegsau, Kanton Bern, Schweiz.

## Geschichte
Rüegsau wurde wahrscheinlich wie das Kloster Trub durch Thüring von Lützelflüh in der ersten Hälfte des 12. Jh. gegründet. Erste urkundliche Hinweise auf das Kloster stammen von 1256 und 1274. Es war dem Abt von Trub untergeordnet und gewann im Lauf der Zeit einen weitverstreuten Gutsbesitz, zu dem zum Beispiel ein Hof in Walterswil und ein Weinberg in Le Landeron gehörten und der um 1500 auf rund hundert Bauernhöfe und Landstücke anwuchs. 1495 brannte das Klostergebäude nieder, konnte aber dank einer von der bernischen Obrigkeit bewilligten Spendenaktion wieder aufgebaut werden. Damals wurde eine kleine Glocke gestiftet, die in der Kirche Rüegsau hängt.
Drei Jahre vor der bernischen Reformation von 1528 heiratete eine Nonne den Adeligen Thüring von Wintersei. Die übrigen fünf Nonnen verliessen 1528 das Kloster, nachdem sie eine finanzielle Entschädigung erhalten hatten. Aus dem ehemaligen Klostervermögen wurden von nun an die Pfarrer von Rüegsau und Lützelflüh besoldet und aus einem Teil der Klostergebäude entstand ein Pfarrhaus. Die übrigen Gebäude wurden nach und nach abgetragen, die letzten Mauerreste wurden zwischen 1825 und 1831 beseitigt. Die Klosterkirche St. Johann wurde zur Dorfkirche, 1789 bis 1790 renoviert und 1874 mit einem Anbau versehen. Weitere Renovationen erfolgten 1947, 1990 und 1999. Sehenswert sind in der Kirche die Glasfenster des zeitgenössischen Künstlers Walter Loosli.
Zur Klostergeschichte gibt es eine kleine Ausstellung im Kirchgemeindehaus Rüegsauschachen, wo Funde von Ausgrabungen in den Jahren 1964, 1965 bis 1968 und 1978 bis 1979 gezeigt werden (glasierte Ofenkacheln, Keramikscherben, Werkzeug und Fragmente eines Reliquienkästchens). Bei den Ausgrabungen kam auch eine Madonnenstatue aus der Klosterzeit zum Vorschein, von der eine Kopie bei der Aufbahrungshalle neben der Kirche aufgestellt ist.
Zum Kloster gehörte die immer noch bestehende Kapelle St. Blasius im benachbarten Örtchen Rüegsbach, welche die ältesten Kirchenglocken der Schweiz besitzt (aus dem 12. und 13. Jahrhundert).